# Karl Gustav Jung
Pour les articles homonymes, voir Jung et Carl Gustav Jung (homonymie).
Karl Gustav Jung, né le 7 juin 1794 à Mannheim et mort le 12 juin 1864 à Bâle est un chirurgien et anatomiste suisse. Il est le grand-père paternel de son homonyme, le psychiatre Carl Gustav Jung (1875-1961), fondateur de la psychologie analytique.

## Résumé biographique

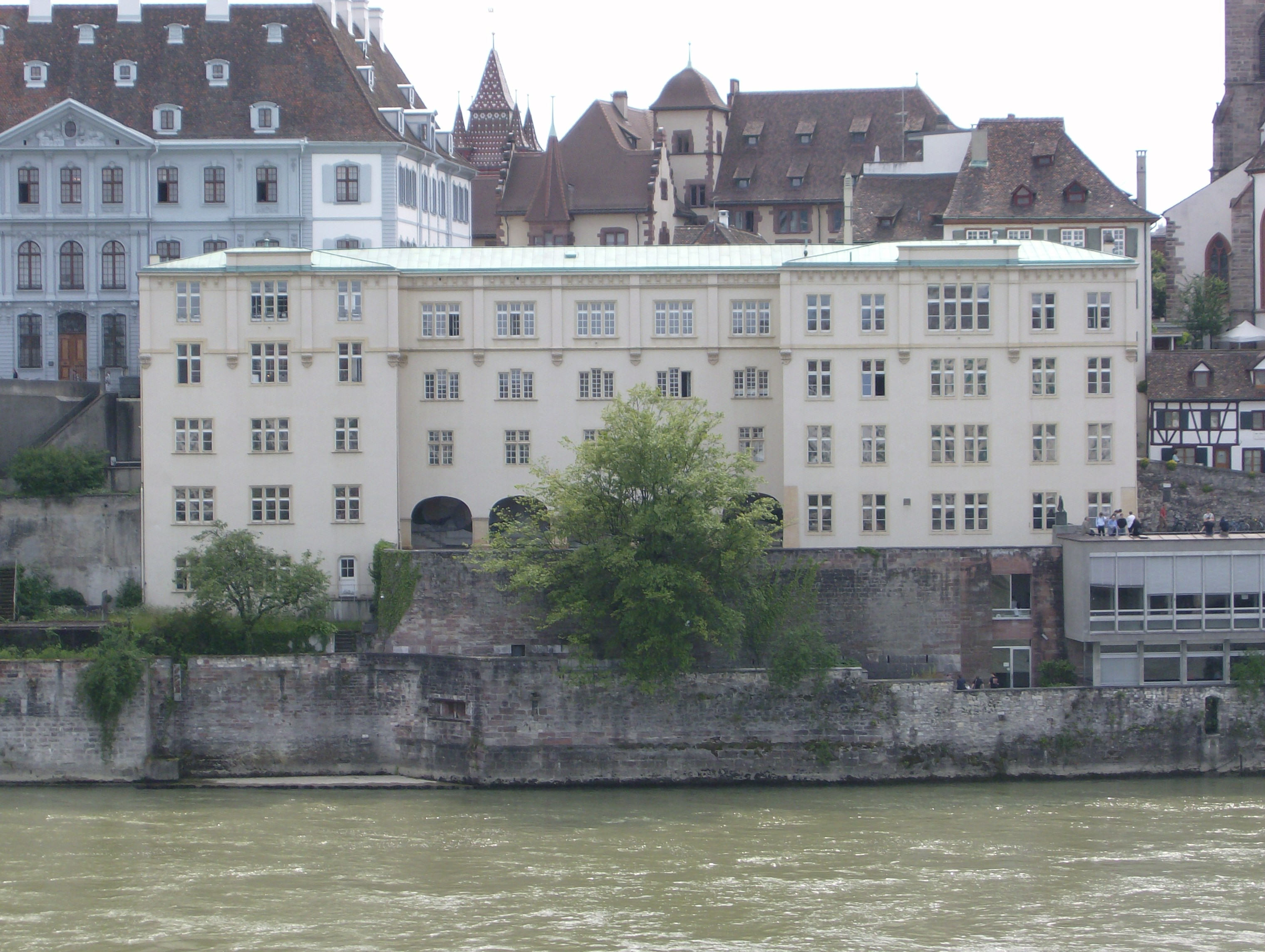
les bâtiments de l'ancienne université de Bâle dont Karl Gustav Jung est le recteur.

Il est officiellement le fils du médecin catholique Franz Ignaz Jung (1759-1831) de Mayence et de Sophie Ziegler. Une version non officielle de sa filiation voudrait qu'il soit en fait un fils illégitime de Goethe.

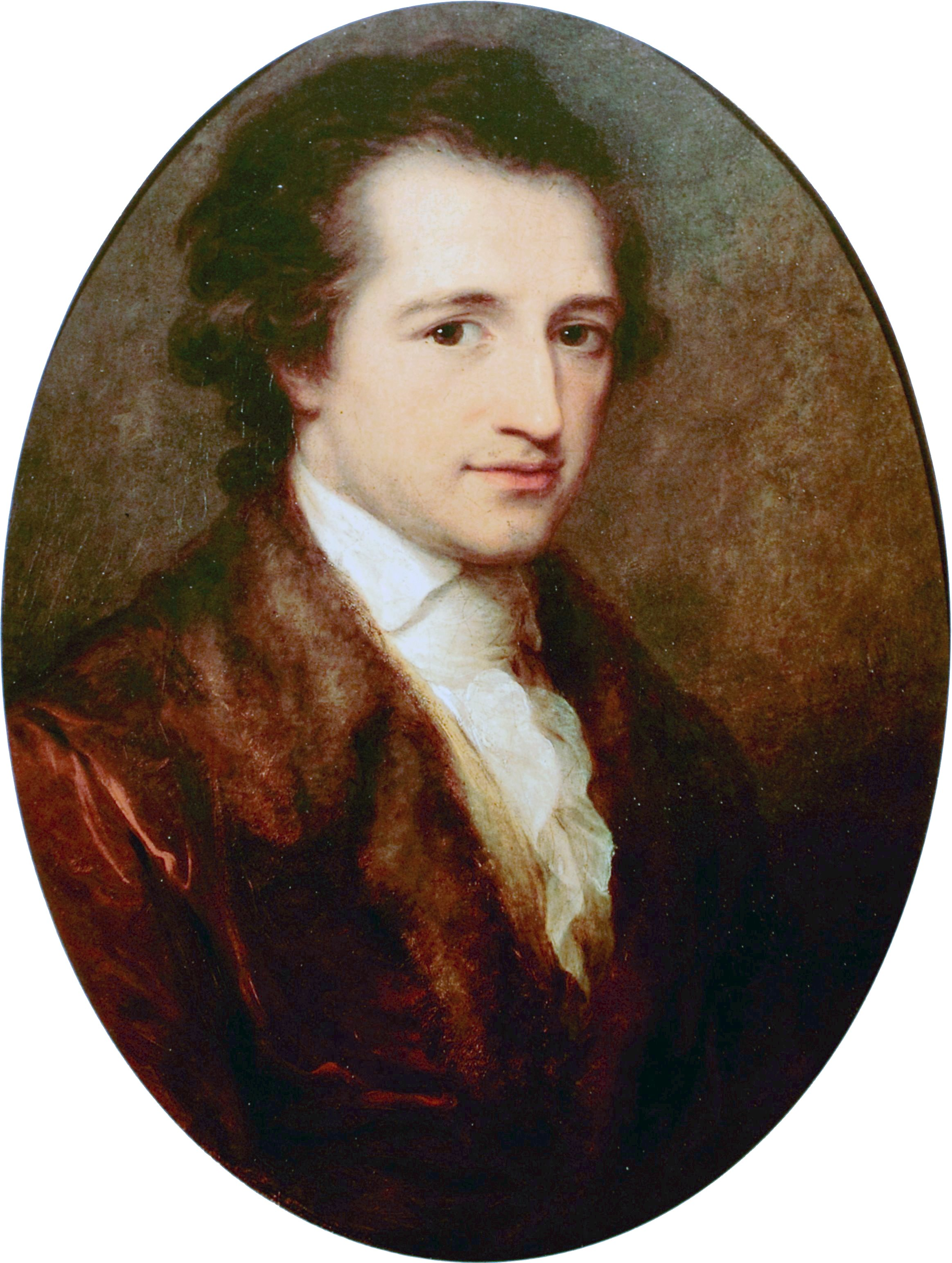
Détail d'un portrait de Goethe, réalisé par Angelica Kauffmann en 1787, soit 7 ans avant la naissance de Karl Gustav Jung, qui serait selon la rumeur familiale son fils naturel.

Dans sa jeunesse, il porte un vif intérêt à la théologie protestante enseignée par Jacob Fries et Friedrich Schleiermacher et se convertit au protestantisme.
Il étudie la médecine à Heidelberg où il obtient son doctorat en 1816, puis va compléter sa formation en chirurgie et en ophtalmologie à Berlin.
Il est nommé en 1822 professeur à la faculté de médecine de l'université de Bâle où il enseigne d'abord la chirurgie, l'anatomie et l'obstétrique, puis, à partir de 1854 la médecine interne.
Dans les années 1820 et 1830, il contribue de manière déterminante au développement de la faculté de médecine de Bâle, fondant, en 1824, le musée d'anatomie de l'université de Bâle (Anatomisches Museum). On lui doit aussi la rénovation de l'hôpital des Bourgeois et la fondation de l'institut pour enfants handicapés mentaux « Zur Hoffnung ».
En plus de ses activités académiques, Karl Gustav Jung a été une personnalité de la franc-maçonnerie, vénérable maître de la loge bâloise Zur Freundschaft und Beständigkeit (de), fondée sous Napoléon en 1808, et deuxième grand maître de la Grande Loge Suisse Alpina de 1850 à 1856.

## Source
- Koelbing HMF, « Karl Gustav Jung » dans le Dictionnaire historique de la Suisse en ligne, version du 19 février 2009.